# 볼리아스코
볼리아스코(리구리아어: Boggiasco)는 이탈리아의 리구리아주 제노바광역시에 있는 코무네로, 제노바에서 남동쪽으로 약 11 킬로미터 (7 mi) 떨어져 있다. 카몰리, 레코, 피에베리구레, 소리의 코무네와 함께 소위 파라디소만의 일부이다. 경제는 주로 관광에 기반을 두고 있으며, 농업으로는 올리브 생산이 포함된다.
볼리아스코는 다음 지방 자치체와 접해 있다: 제노바, 피에베리구레, 소리.

## 역사
고고학적 발견으로 입증되었듯이, 볼리아스코 지역은 구석기 시대와 중석기 시대부터 사람이 살았다.
로마 제국의 존재에 대한 증거는 코르도나 산의 경사면에서 발견되었으며, 로마 제국 시대의 유물이 발견되어 폰타나부오나 계곡에서 이탈리아 리비에라로 향하는 길이 당시에도 로마 군단의 통과지로 사용되었음을 확인시켜 준다.
로마 제국의 또 다른 증거는 거의 하구에 있는 개울을 가로지르는 소위 "로마" 다리에서 찾을 수 있다. 현재 구조물은 서기 13세기로 거슬러 올라가지만, 17세기에 대대적인 재건축이 이루어졌다.
서로마 제국의 멸망과 비잔티움 제국 및 랑고바르드인의 지배 이후, 리구리아는 카롤루스 대제에게 정복되었다. 볼리아스코의 부르크는 1182년 이후 제노바 공화국의 지배를 받게 되었고, 사라센 해적들의 수많은 습격을 겪었다. 이 도시는 1432년에 베네치아 공화국의 갤리선에 의해 파괴되었다.
나폴레옹 전쟁 이후, 볼리아스코는 리구리아 전체와 함께 사르데냐 왕국에 합병되었고, 1861년에 새롭게 통일된 이탈리아 왕국에 편입되었다.

## 주요 볼거리
- 산타 마리아 나티비타 성당: 12세기에 지어졌으나 1731-37년에 건축가 안토니오 마리아 리카에 의해 재건되었다.
- 산타 키아라 형제 교회: 1403년에 지어졌다.
- N.S. 델라 네베 에 델라스켄시오네 디 제수 크리스토 교회: 사사레고 프라치오네에 위치하며(17세기 초에 지어짐) 제노바 학파의 18세기 회화 몇 점이 있다.
- 산 베르나르도 교회: 동명의 프라치오네에 위치한다.

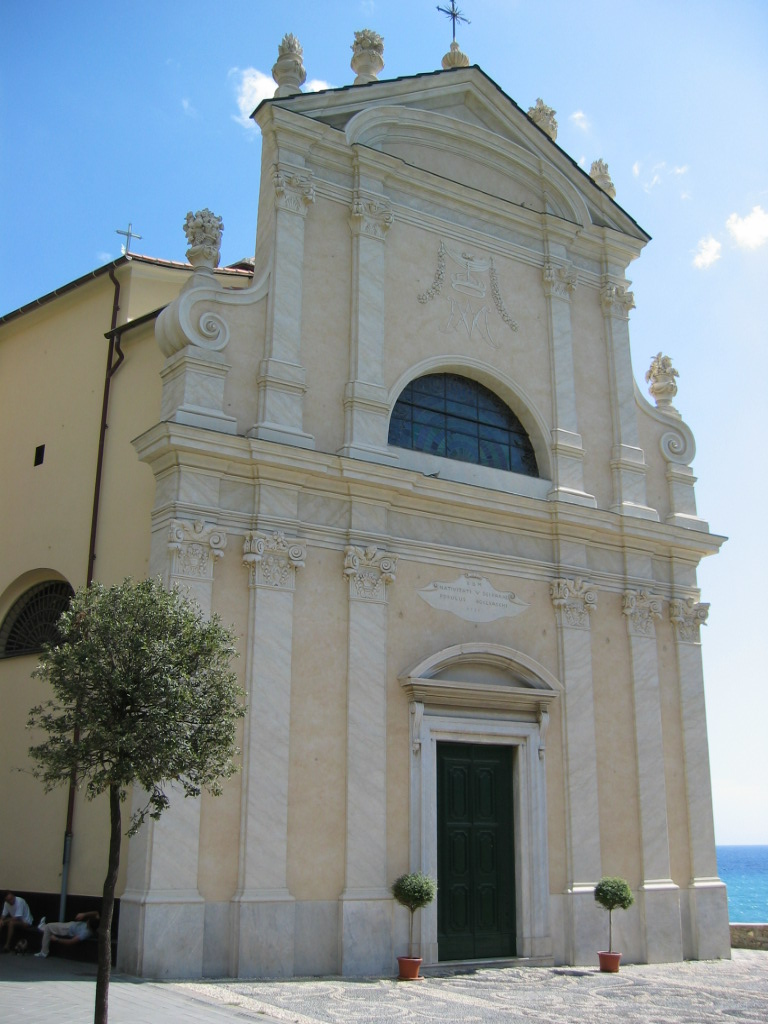
산타 마리아 나티비타 성당
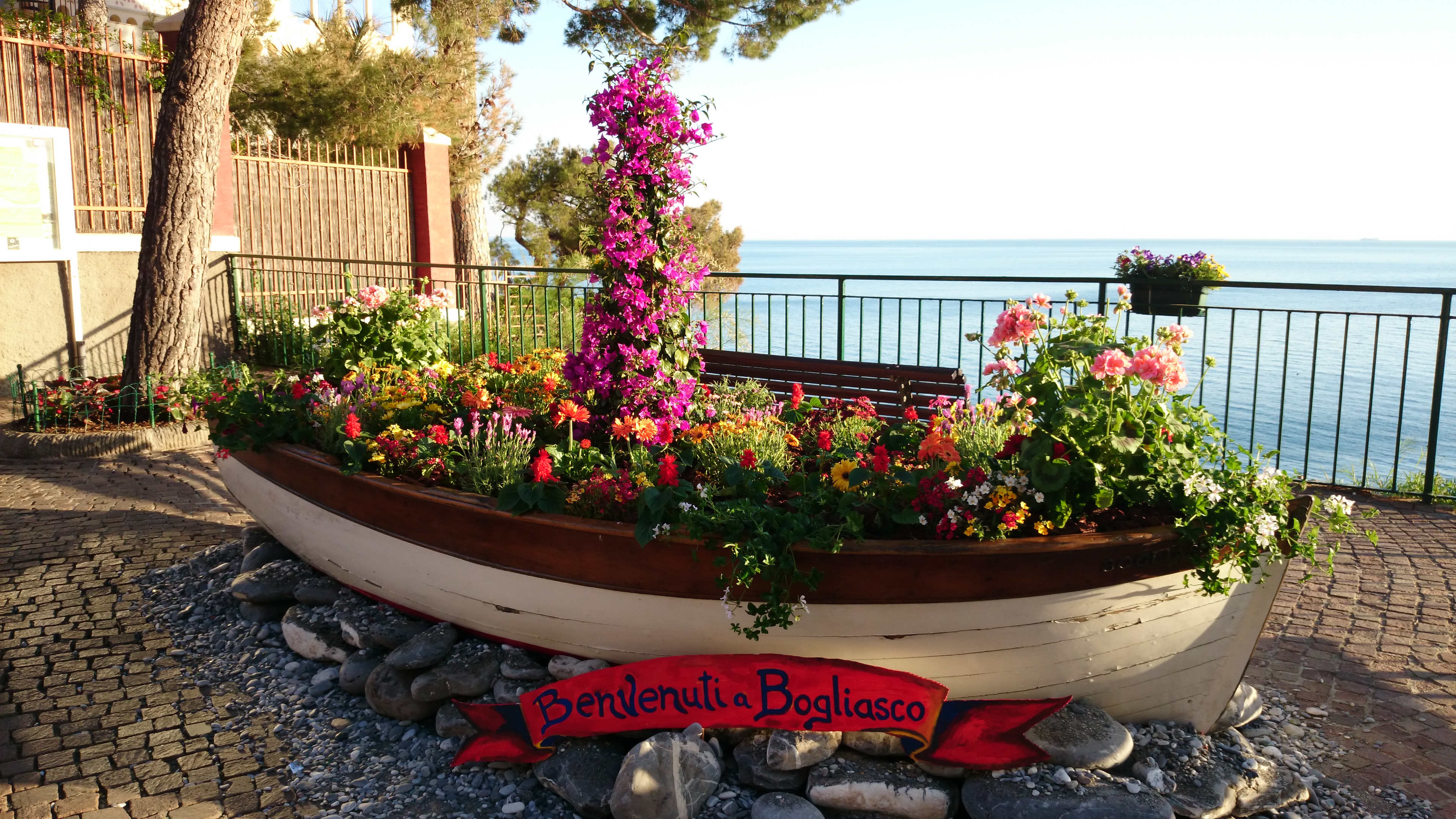
볼리아스코 전망대 유로플로라 2018

## 교통
볼리아스코에는 피사-라스페치아-제노바 노선의 철도역이 있다. 근처에는 로마와 제노바를 연결하는 A12 고속도로의 진입로가 있다. 다른 주요 도로는 현대적인 아우렐리아 가도이다.